# Samuel Bernard

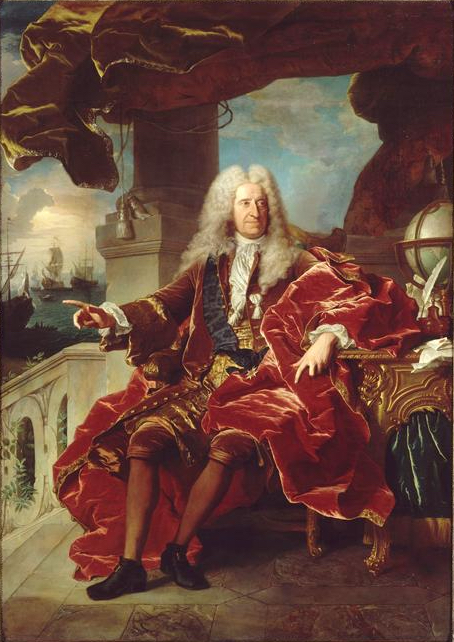
Porträt von Samuel Bernard von Hyacinthe Rigaud, Schloss Versailles

Samuel Bernard (* 29. Oktober oder 28. November 1651 in Sancerre; † 18. Januar 1739 in Paris) war ein französischer Finanzier. 1725 wurde er zum Comte de Coubert ernannt.
Er stammte aus einer protestantischen Familie und begann als Tuchhändler in Paris. Er wurde zum Kaufmann und Bankier und machte Ende des 17. Jahrhunderts ein Vermögen durch den Kauf von Schiffen, die von Korsaren erbeutet wurden, und durch den Sklavenhandel. Im Zuge des Widerrufs des Edikts von Nantes konvertierte er zum Katholizismus. In den 1700er Jahren war er einer der reichsten Männer Europas und wurde zum wichtigsten Bankier des Königreichs. Er war geadelt und mit Ehren überhäuft worden und bemühte sich, seine Kinder in die größten Adelsfamilien Frankreichs zu verheiraten.

## Leben

### Herkunft
Samuel Bernard wurde in eine protestantische Familie mit Wurzeln in der Republik der Sieben Vereinigten Provinzen geboren. Schon in jungen Jahren kam er mit dem Künstlermilieu in Berührung: sein Großvater war Maler im Faubourg Saint-Germain, sein Vater ist der Maler, Kupferstecher und Miniaturist Samuel-Jacques Bernard (1615–1687), der 1648 Gründungsmitglied der Académie royale de peinture et de sculpture war und 1655 zum Professor ernannt wurde; er gehörte laut den apokryphen Erinnerungen der Marquise de Créquy „der Sekte des Arminius an [und] war gezwungen worden, ins Ausland zu gehen.“
Aus der Ehe seiner Eltern, die am 8. Oktober 1645 im Tempel von Charenton geschlossen wurde, gingen neun Kinder hervor; alle wurden in Charenton nach dem reformierten Ritus getauft.

### Jugend
Die ersten Jahre seines Lebens verliefen in relativer Ruhe, zumal in Frankreich das Edikt von Nantes (1598) den Protestanten die Religionsfreiheit zuerkannte. Im Gegensatz zu seinem Vater und seinem Großvater schien Samuel Bernard jedoch nicht für die Künste zu brennen, er fühlte sich eher zum Handel hingezogen. Da sein Vater für den Adel und die protestantische Großbourgeoisie in Paris arbeitete, war der junge Samuel von der luxuriösen Kleidung, die diese Menschen trugen, fasziniert. Er war von der künstlerischen Seite dieser Industrie ebenso angetan wie von den finanziellen Aussichten, die sie bot.

### Tuchhändler in Paris
Nachdem er drei Jahre lang Lehrling gewesen war, wurde er 1676 im Alter von 25 Jahren zum „Meistergroßhändler für Gold-, Silber- und Seidentücher aus Paris“ ernannt. Er arbeitete einige Jahre in diesem Beruf und erzielte hohe Gewinne – wenn auch nicht im Verhältnis zu seinem späteren Reichtum. Doch sein abenteuerliches Temperament ließ ihn Risiken eingehen und er wurde marchand banquier(Großhändler für verschiedene Waren).
Die politische Lage in Frankreich war zu dieser Zeit angespannt. Die Fronde, die von Ludwig XIV. geführten Kriege – der Devolutionskrieg 1667–1668 und der Holländische Krieg zwischen 1672 und 1678 – und Finanzskandale (insbesondere der Skandal um den Surintendant des Finances Nicolas Fouquet im Jahr 1666) hatten die königliche Staatskasse erheblich in Mitleidenschaft gezogen. Um den Holland-Feldzug 1672 zu finanzieren, wandte sich Ludwig XIV. an Jean-Baptiste Colbert. Obwohl er Anleihen ablehnte, „die die Zukunft zugunsten der Gegenwart verschlingen“, musste letzterer sich dazu entschließen.
In religiöser Hinsicht schürten die aufeinanderfolgenden Kriege mit den Vereinigten Provinzen in der ersten Hälfte der 1680er Jahre das Misstrauen gegenüber den Protestanten, die in Industrie und Handel stark vertreten waren, und führten dazu, dass der König 1685 das Edikt von Fontainebleau verkündete, mit dem das Edikt von Nantes widerrufen wurde.

### Ein durch Handel und Schmuggel erworbenes Vermögen
Als das Edikt von Nantes aufgehoben wurde, widerrief er am 17. Dezember 1685 in der Pfarrkirche Saint Michel in Saint Denis den seinen protestantischen Glauben. Im selben Jahr gründete er auf Wunsch von Ludwig XIV. die Compagnie de Guinée und weitete seine Interessen auf den Sklavenhandel aus. In diesen Jahren expandierten die Geschäfte von Samuel Bernard stark.
Bis 1695 war er mit Bankgeschäften engagiert. Er wurde von der Regierung beauftragt, den Botschaftern im Ausland ihre Gehälter auszuhändigen. Diese Geschäfte, die in Friedenszeiten aufgrund von Umrechnungsproblemen und der Risiken, die mit dem Transport von Bargeld verbunden sind, schwierig waren, waren in Kriegszeiten noch riskanter. Er übernahm die Aufgabe des königlichen Schatzamtes und zahlte die Gehälter von 21 französischen Botschaftern und nahm dabei beträchtliche Provisionen ein. Als er am französischen Hof immer einflussreicher wurde, gewann er die Anerkennung mehrerer Contrôleurs généraux des finances, darunter auch Michel Chamillart.
Zu dieser Zeit begann er, mit der Beute der königlichen Korsaren zu handeln (d. h. sie aufzukaufen), was insbesondere durch Entscheidungen von Louis II. Phélypeaux de Pontchartrain, der von 1690 bis 1691 Marineminister Ludwigs XIV. war, gefördert wurde, die es erlaubte, die bei der Piraterie beschlagnahmten Waren zum Verkauf anzubieten. Im Jahr 1696 wurde er mit der Compagnie des Indes am Ankauf von Waren beteiligt, die auf englischen Schiffen beschlagnahmt worden waren, was ihm beträchtliche Gewinne einbrachte. Als er jedoch den tatsächlichen Zustand der Finanzen der Kompanie erkannte, beschloss er, ebenso wie sein Geschäftspartner Antoine Crozat, die Kompanie zu verlassen,.
Als Frankreich in den 1690er Jahren regelmäßig unter Hungersnöten litt, nutzte Samuel Bernard seine Geschäftsbeziehungen im Ausland, insbesondere zu emigrierten protestantischen Kaufleuten, um Lebensmittel zu importieren, an denen es in Frankreich mangelte. Er importierte unter anderem Weizen, und der Staat überließ ihm Schiffe zu günstigen Chartergebühren. Neben seinem Korrespondentennetz im Ausland profitierte er auch von einer bemerkenswerten finanziellen Organisation. Dank des Vertrauens ausländischer Bankiers war er zu dieser Zeit einer der wenigen, die Überweisungen tätigen konnten. Dadurch verkürzte er die Fristen erheblich, was einen Vorteil gegenüber seinen Konkurrenten darstellte. Zu dieser Zeit beschäftigte er etwa zehn Personen für seine Geschäfte.
Um die Jahrhundertwende war er im Besitz eines riesigen Vermögens und sein Bankhaus galt als eines der größten des Landes. Innerhalb von zwanzig Jahren erreichte er dank eines außergewöhnlichen Arbeitseinsatzes eine einflussreiche Position in Regierungskreisen. Dank seines Korrespondentennetzes in Frankreich, Europa und Lateinamerika war er über die Schwankungen der Wechselkurse und Rohstoffpreise stets auf dem Laufenden.

### «Banquier des Rois et sauveur de l’État»
Nach 1700 wurde er vom Großkaufmann zum Großbankier im Auftrag des königlichen Schatzamtes und finanzierte insbesondere den Spanischen Erbfolgekrieg (1700–1714). Dank des Vertrauens, das er genoss, gelang es ihm, selbst in Ländern, die sich im Krieg mit Frankreich befanden, Kredite aufzunehmen, insbesondere in der Schweiz und in Holland. Auf diese Weise versorgte er die königliche Staatskasse mit 200 Millionen Live. Die enormen Gewinne, die er aus diesen Krediten erzielte, machten ihn zu einem mächtigen Mann. Der Duc de Saint-Simon bezeichnete ihn als „den berühmtesten und reichsten Bankier Europas“.
Nachdem er erkannt hatte, dass der Handel nur dann florieren konnte, wenn die Banknoten einen stabilen Wert hatten, und dass diese Bedingung nur durch die Gründung einer königlichen Bank erfüllt werden konnte, setzte sich Samuel Bernard 1706/07 für die Gründung einer solchen Bank ein. Er genoss damals die Unterstützung von Charles Trudaine und Louis Urbain Lefebvre de Caumartin und hatte den Contrôleur général des finances, Nicolas Desmarets, auf seine Seite gezogen. Der König war jedoch mit dem Krieg in den Niederlanden beschäftigt und lehnte das Vorhaben ab. Nach dem Tod Ludwigs XIV. war es der Regent Philippe d’Orléans, der den Schotten John Law bat, eine solche Bank zu gründen.

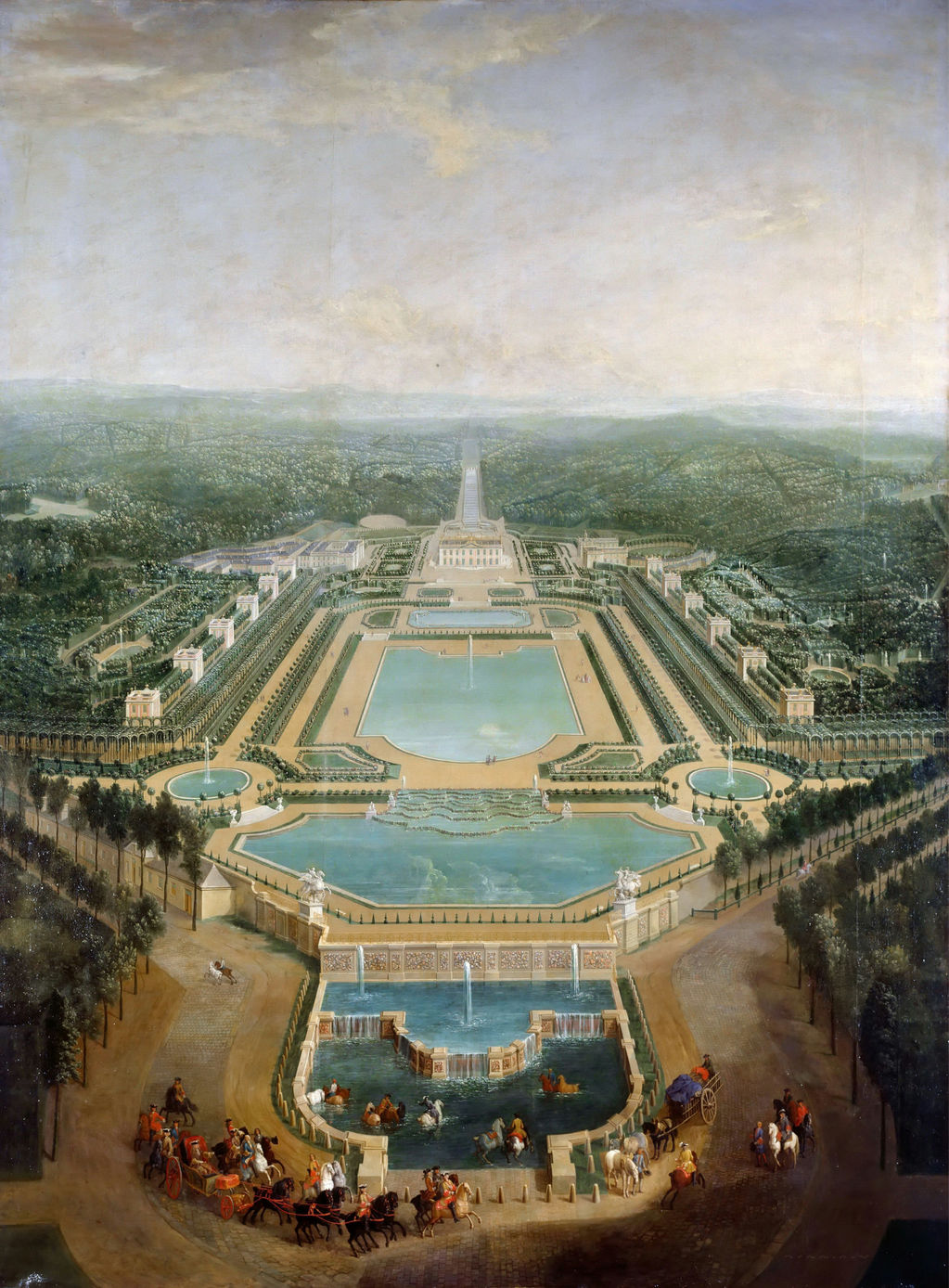
Die Gärten des Schlosses Marly von Pierre-Denis Martin im Jahr 1724

Im Jahr 1708 erwies ihm Ludwig XIV., der sich nur auf seinen Kredit verlassen konnte, die Ehre, ihn in den Gärten von Schloss Marly zu empfangen. Damit der König sich nicht dazu herablassen musste, den Finanzier in Audienz zu empfangen, organisierte Desmarets eine kleine Inszenierung:

« Le roi sur les cinq heures sortit à pied et passa devant tous les pavillons […] Au pavillon suivant, le roi s’arrêta. C’était celui de Desmarets qui se présenta avec le fameux banquier Samuel Bernard qu’il avait mandé pour dîner et travailler avec lui. C’était le plus riche d’Europe et qui faisait le plus gros et le plus assuré commerce d’argent. Le roi dit à Desmarets qu’il était bien aise de le voir avec M. Bernard, puis, tout de suite, dit à ce dernier: ‹Vous êtes bien homme à n’avoir jamais vu Marly, venez le voir à ma promenade, je vous rendrai après à Desmarets.› […] J’admirais, et je n’étais pas le seul, cette espèce de prostitution du roi, si avare de ses paroles, à un homme de l’espèce de Bernard »

„Der König ging um fünf Uhr zu Fuß hinaus und passierte alle Pavillons […] Am nächsten Pavillon blieb der König stehen. Es war der Pavillon von Desmarets, der mit dem berühmten Bankier Samuel Bernard erschien, den er zum Abendessen und zur Arbeit mit ihm bestellt hatte. Er war der reichste Mann Europas und betrieb den größten und sichersten Geldhandel. Der König sagte zu Desmarets, dass er sich sehr freue, ihn mit M. Bernard zu sehen, und sagte dann gleich zu diesem: ‚Sie sind ein Mann, der Marly noch nie gesehen hat, kommen Sie zu meinem Spaziergang und sehen Sie es sich an, ich werde Sie danach zu Desmarets zurückbringen.‘ […] Ich bewunderte, und ich war nicht der einzige, diese Art der Prostitution des Königs, der so geizig mit seinen Worten war, gegenüber einem Mann von der Art Bernards.“

Desmarets, dem es nicht gelungen war, Samuel Bernard davon zu überzeugen, dem Schatzamt einen neuen Kredit zu gewähren, hatte den König gebeten, Bernard zu schmeicheln, um dessen Meinung zu ändern. Bernard kehrte verzaubert von seinem Spaziergang mit dem König zurück und gewährte Desmarets den Kredit, den dieser benötigte.
1709 entkam Samuel Bernard in Lyon, damals der wichtigste Finanzplatz Frankreichs, einem Bankrott, als er seinen Verpflichtungen aktuell nicht nachkommen konnte. Mit Unterstützung des Staates, der sich den Bankrott eines so einflussreichen und für seine Finanzen so wichtigen Finanziers nicht leisten konnte, erzielte er eine Einigung mit seinen Gläubigern, die allerdings zu seinen Ungunsten ausfiel.
Im Jahr 1715 wurde die Finanzlage des Königreichs unhaltbar. Die Schulden beliefen sich zu diesem Zeitpunkt auf 2,7 Milliarden Livres, was den Einnahmen von etwa zehn Jahren entsprach. Da die Einführung von Kaskadenanleihen seit 1704 zu erheblichen Spekulationen seitens der Finanziers und Börsenmakler, aber auch zahlreicher Staatsangestellter geführt hatte, wurden die meisten von ihnen nach dem Tod Ludwigs XIV. im Rahmen der Opération du Visa festgenommen und einige von ihnen sogar in die Bastille gebracht. Im Jahr 1716 entging Samuel Bernard der Strafverfolgung, indem er dem Staat sechs Millionen Livres zurückerstattete.

### Erhebung in den Adelsstand und Landbesitz
Als sein Vermögen gesichert und sein Einfluss auf die Finanzen der Regierung etabliert war, suchte Samuel Bernard nach Anerkennung, die ihm Geld allein nicht verschaffen konnte.
Er wurde 1699 durch Briefe von König Ludwig XIV. geadelt, der ihn 1702 zum Ritter des Ordens des Heiligen Michael machte. Im Jahr 1706 erwarb er außerdem ein Amt als Conseiller-secrétaire du Roi, Maison et Couronne de France en la Grande chancellerie de France, das ihn in den ersten Adelsrang erhob und das er bis zu seinem Tod behielt. Im Jahr 1730 erhielt er noch ein Patent als Conseiller d’État.
Sein „Hunger nach Auszeichnungen“, dessen er sich selbst bewusst ist, endet hier nicht.
Während er mit seiner ersten Frau Magdelaine Clergeau verheiratet war, begann er eine Beziehung mit Marie-Anne-Armande Carton (Mme Fontaine), die ebenfalls verheiratet war, die er mit Geschenken und Aufmerksamkeit überhäufte und mit der er zwischen 1706 und 1712 drei Kinder hatte.
Am 30. April 1722 kaufte er ihr das Land und die Herrschaft Passy und gab 300.000 Livres aus, um das Schloss zu restaurieren und einen französischen Garten anzulegen. Diesen Auftrag erteilte er dem Architekten Jules-Robert de Cotte.
Im Jahr 1725 wurde er von Ludwig XV. zum Comte de Coubert ernannt. Am 29. Dezember 1719 hatte er tatsächlich Coubert (Seine-et-Marne) mit seinem Schloss erworben, das er von 1724 bis 1727, möglicherweise von Germain Boffrand, wiederaufbauen ließ. Am 2. August 1728 kaufte er von seinen Schwiegereltern auch das Marquisat Méry-sur-Oise, mit dem er seine jüngste Tochter ausstattete, als sie 1733 heiratete. In Paris bewohnte er ein großes Hôtel particulier in der Rue Notre-Dame des Victoires, in der Normandie erwarb er 1731 die Herrschaft Glisolles.
Als er zum Großgrundbesitzer geworden war, war er bestrebt, seine Kinder und Enkelkinder in den besten Amts- und Schwertadel zu verheiraten und ihnen hohe Mitgiften zu gewähren. Zu diesen Anlässen gab er Empfänge, zu denen sich die Menschen von Welt und die Literaten drängten. Sein Haus war berühmt für das gute Essen und die guten Weine, die dort serviert werden.
Zur Zeit seiner Wiederverheiratung im Jahr 1720 ließ er seine Büste von Guillaume Coustou in Marmor meißeln. Diese Büste befindet sich heute im Metropolitan Museum of Art in New York.
Im Jahr 1726 ließ Samuel Bernard für 7200 Livres ein Porträt von Hyacinthe Rigaud malen. Das große Werk (1,66 m × 2,65 m) zeigt ihn gegen Ende seines Lebens sitzend und in voller Länge. Es wurde damals, 1729, als Kupferstich reproduziert und befindet sich heute im Musée de l’Histoire de France im Schloss Versailles.
Ein 1699 von Joseph Vivien angefertigtes Pastell wird allgemein als sein Porträt angesehen. Dieses Werk befindet sich heute im Musée des beaux-arts de Rouen.

## Tod und Erbe
Samuel Bernard starb am 18. Januar 1739 im Alter von 87 Jahren in Paris in seinem Hôtel particulier an der Place des Victoires an den Folgen einer Arteriitis, unter der er seit drei Jahren gelitten hatte. Er wurde in der Kirche Saint-Eustache in Paris beigesetzt. Im Jahr 1787 wurden seine Gebeine in die Katakomben von Paris überführt.
Bei seinem Tod hinterließ er ein riesiges Vermögen, das auf 33 Millionen Livres geschätzt wurde und das sich seine Nachkommen teilten. Der älteste seiner Söhne erhält die Grafschaft Coubert, der jüngste Glisolles und das Hôtel particulier in der Rue Notre-Dame des Victoires.
Seiner Geliebten, Madame Fontaine, hinterließ er „das Schloss Passy, zwei Gebäude in Auteuil, 355 Mark 6 Unzen Silbergeschirr und den gnädigen Erlass ihrer Schulden und Anleihen“.
Zu seinen Schuldnern zählten rund 100 Adelsfamilien in Frankreich und im Ausland, aber auch Mitglieder des französischen Großbürgertums, zahlreiche Politiker, Beamte und Richter. Doch als Grandseigneur „wusste Samuel Bernard aus Diplomatie und manchmal getrieben von einem Gefühl der Güte das Geld, das man ihm schuldete, zu vergessen“. Indem er seine Nachkommen in Adelsfamilien einheiratete, hatte er diesen geholfen, ihr Ansehen wieder aufzupolieren.

## Ehe und Nachkommen
Samuel Bernard heiratete 1681 Magdelaine Clergeau, die Tochter von Pierre Clergeau, einem Pariser Bürger, und Hélène Métayer, einer Produzentin künstlicher Schönheitsflecken aus der Rue Saint-Denis. Sie stammte wie er aus relativ einfachen Verhältnissen und starb 1716 in Paris an den Pocken. Ihre Kinder sind:
- Madeleine Marie Bernard (1684–1716); ⚭ Jacques Hardouin-Mansart, Sohn des Architekten Jules Hardouin-Mansart, Graf von Sagonne
- Samuel-Jacques Bernard (1686–1753), Comte de Coubert (1739), Surintendant des Finances, Domaines et Affaires de la Reine (1725); ⚭ 1715 Elisabeth Olive Louise Frotier de La Coste Messelière; er besaß sein eigenes Pariser Hôtel in der Rue du Bac (teils gekauft, teils von ihm gebaut).[37]
- Gabriel Bernard de Rieux (1687–1745), Président dela 2e Chambre des Enquêtes du Parlement de Paris; ⚭ (1) 1717 Bonne de Saint Chamans; ⚭ (2) 1719 Suzanne Marie Henriette de Boulainvilliers, Tochter von Henri de Boulainvilliers
- Vincent Bernard de la Livinière, Offizier, Guidon de gendarmerie, Mestre de camp du Régiment Royal-Étranger cavalerie († 28. August 1719), ohne Nachkommen

Der verwitwete Samuel Bernard heiratete im August 1720 in der Kapelle des Schlosses von Méry-sur-Oise in zweiter Ehe Pauline de Saint-Chamans, die Schwester seiner Schwiegertochter. Sie ist die Tochter von François de Saint-Chamans, Marquis de Méry, und Bonne de Chastellux. Sie ist viel jünger als er und starb am 2. Mai 1763 im Alter von 68 Jahren. Ihr einziges Kind war:
- Bonne Félicité Bernard (1721–1784); ⚭ 1733 Mathieu-François Molé, Comte de Champlâtreux, Président à mortier im Parlement de Paris.

Während seiner ersten Ehe hatte er auch drei uneheliche Töchter, die von Marie-Anne-Armande Carton Dancourt, genannt Manon, geboren wurden, Tochter des Schauspielers Florent Carton Dancourt, und Ehefrau von Jean-Louis-Guillaume Fontaine (1666–1714), Commissaire et Contrôleur de la Marine et des Guerres in Flandern und Picardie, einem entgegenkommenden Ehemann, der Samuel Bernards Töchter als seine anerkannte:
- Louise Marie Madeleine Fontaine (1706–1799), als Ehefrau Madame Dupin; ⚭ 1. Dezember 1722 in Paris[38] in der Kirche Saint-Roch Claude Dupin (1686–1769), Fermier générale, Receveur général des finances, Seigneur de Chenonceau und des Marquisats Le Blanc (er war bereits der Vater von Louis Dupin de Francueil (1715–1786), dem Großvater väterlicherseits von George Sand, von denen Jacques-Armand Dupin de Chenonceaux (1727–1767) abstammt); Jean-Jacques Rousseau war der Privatsekretär von Louise de Fontaine und der Hauslehrer ihres Sohnes Jacques-Armand.
- Marie-Anne-Louise Guillaume de Fontaine (1710–1765); ⚭ 16. Oktober 1724 in der Kirche Notre-Dame-de-Grâce-de-Passy Antoine Alexis Panneau d’Arty, 1737–1743 Directeur générale des Aides; sie war die Geliebte des Prince de Conti.
- Françoise-Thérèse Guillaume de Fontaine (1712–1765); ⚭ 12. Mai 1729 in Passy Nicolas Vallet, Seigneur de La Touche.